# Huya (mitología)
Huya (Wayúu: Juyá, pronunciado huˈja) es el nombre del dios de las lluvias entre la gente de Wayúu, asentados en Venezuela y Colombia.
El plutino (38628) Huya tomó el nombre precisamente de este personaje mitológico.